# Baldwin (Iowa)
Baldwin es una ciudad situada en el condado de Jackson, en el estado de Iowa, Estados Unidos. Según el censo de 2000 tenía una población de 127 habitantes.

## Geografía
Según la Oficina del Censo de los Estados Unidos, la localidad tiene un área total de 0,93 km², la totalidad de los cuales corresponden a tierra firme.

## Demografía
Según el censo de 2000, había 127 personas, 57 hogares y 33 familias residiendo en la localidad. La densidad de población era de 137,08 hab./km². Había 57 viviendas con una densidad media de 61,1 viviendas/km². El 99,21% de los habitantes eran blancos y el 0,79% pertenecía a dos o más razas. 
Según el censo, de los 57 hogares, en el 28,1% había menores de 18 años, el 40,4% pertenecía a parejas casadas, el 12,3% tenía a una mujer como cabeza de familia, y el 42,1% no eran familias. El 36,8% de los hogares estaba compuesto por un único individuo, y el 15,8% pertenecía a alguien mayor de 65 años viviendo solo. El tamaño promedio de los hogares era de 2,23 personas, y el de las familias de 2,91.
La población estaba distribuida en un 23,6% de habitantes menores de 18 años, un 7,1% entre 18 y 24 años, un 32,3% de 25 a 44, un 19,7% de 45 a 64, y un 17,3% de 65 años o mayores. La media de edad era 40 años. Por cada 100 mujeres había 98,4 hombres. Por cada 100 mujeres de 18 años o más, había 106,4 hombres.
Los ingresos medios por hogar en la localidad eran de 35.313 dólares ($), y los ingresos medios por familia eran 43.438 $. Los hombres tenían unos ingresos medios de 32.500 $ frente a los 21.563 $ para las mujeres. La renta per cápita para la ciudad era de 15.997 $. El 2,3% de la población estaba por debajo del umbral de pobreza. El 7,1% de los habitantes de 65 años o más vivían por debajo del umbral de pobreza.